# Giorgio Bonino
Giorgio Bonino (Torino, 9 giugno 1957) è un doppiatore e direttore del doppiaggio italiano, attivo soprattutto negli studi di Milano.

## Biografia
Diplomatosi nel 1982 presso la Scuola d'arte drammatica Paolo Grassi, svolge un'intensa attività teatrale lavorando con registi quali Luca Ronconi.
È tuttavia maggiormente noto per il suo lavoro nel mondo del doppiaggio, soprattutto di anime: ha prestato la sua voce a Radish in Dragon Ball Z, al Soldato Semplice Tamama in Keroro, a Grifis nella prima serie di Berserk, ad Echo Villan in Nadia - Il mistero della pietra azzurra (2006) e a Bagy in One Piece. Inoltre, ha doppiato anche Dan del cartone animato Tex Avery Show.
Come attore ha lavorato nella soap opera Vivere nel 2003 nel ruolo di Renato De Luca, mentre negli ultimi mesi del 2008 e dalla fine dell'estate 2009 appare nella soap opera CentoVetrine nel ruolo di Enrico Borsari.

## Filmografia

### Cinema
- San Carlo Borromeo, regia di Fabiola Giancotti (2008)

### Televisione
- Vivere (2003)
- CentoVetrine (2008-2009)

## Doppiaggio

### Cinema
- Robert Downey Jr. in Two Girls and a Guy
- William Katt in Piccola peste si innamora (1ª versione)
- Michael Biehn in Havoc - Fuori controllo
- Richard Roxburgh in So che ci sei
- Sean Penn in Piscine - Incontri a Beverly Hills
- William Fichtner in Code Name: Geronimo
- Paul Reiser in Prendi il mio cuore
- Nicholas Harrison in Air Bud vince ancora
- D. L. Hughley in Chasing Papi
- Chucky Venn in Wrong Turn 3 - Svolta mortale
- Simon Yam in The Mission
- Oleg Kupchik in Piccole crepe, grossi guai
- Takashi Sorimachi in Genghis Khan - Il grande conquistatore
- Carlo Ponta in Il cantico di Maddalena
- Isiah Whitlock Jr. in Eddie - Un'allenatrice fuori di testa
- Hiroyuki Sanada in John Wick 4
- Brian Cousins in Art Squad - Gli artisti del furto
- Kadir Çermik in Altri dieci giorni tra il bene e il male
- Antonio Buil in Infiesto
- Jason London in La vita è un sogno
- Ricardo Darín in Sottosopra

### Film d'animazione
- Balto in Balto - Il mistero del lupo, Balto - Sulle ali dell'avventura
- Capitano Caramella in Barbie e lo schiaccianoci
- Quarzio in Il film Pokémon - Diancie e il bozzolo della distruzione
- Darkside in Darkside Blues
- Omatsuri in One Piece - L'isola segreta del barone Omatsuri
- Yusaku Kudo in Detective Conan - Il fantasma di Baker Street
- Guido in Alla ricerca della Valle Incantata 12 - Il giorno dei rettili volanti
- C-13 in Dragon Ball Z - I tre Super Saiyan (secondo doppiaggio)
- Baggy in One Piece Stampede - Il film

### Serie animate
- Spellbinder in Batman of the Future
- Sherlock Holmes in Sherlock Holmes - Indagini dal futuro
- Dan in Tex Avery Show
- Radish in Dragon Ball Z
- Kaiohshin dell'Est e Kibitoshin in Dragon Ball Z e Dragon Ball GT
- Dyspo in Dragon Ball Super
- Yusaku Kudo (ep. 44-102) e Tomoaki Araide (ep. 296, 371-374) in Detective Conan
- Vellian Crowler in Yu-Gi-Oh! GX
- Harald in Yu-Gi-Oh! 5D's
- Piero in Ai confini dell'universo (2ª ed.)
- Grifis in Berserk
- Robert in Alpenrose
- padre di Johnny in Johnny Test
- Suppaman in Dr. Slump[3] (2º doppiaggio, serie 1980/86)
- Raiga e Baki in Naruto
- Ener (1ª voce), Foxy (1ª voce), Shanks (1ª voce), Baggy (2ª voce), Aokiji (2ª voce), Benn Beckman (2ª voce, solo nell'episodio 279), Kuro (1ª voce, solo nell'episodio 10) in One Piece
- Zigfried Lloyd, Hermos in Yu-Gi-Oh!
- Tamama in Keroro
- Tachikawa Shiro in Space Idol Pretty Cure
- Palmer in Pokémon Diamante e Perla: Lotte Galattiche
- Eiko (Eco) Villan in Nadia - Il mistero della pietra azzurra
- Buddy in Best Ed
- Shinji Ito in Due come noi
- Padre di Toshio in Aka-chan to boku
- Blitzwing in Transformers Animated
- Jun Uozumi in Slam Dunk
- Fancy Pants in My Little Pony - L'amicizia è magica
- Voce narrante (Michael Angelis) in Il trenino Thomas
- Taddeus Green in Rossana
- Eizo Tanuma in Vigilante: My Hero Academia Illegals
- Liu Bei in Inazuma Eleven GO Chrono Stones
- Baxter Stockman (2ª voce) in Tartarughe Ninja
- Zull in Cuccioli cerca amici - Nel regno di Pocketville
- Giovanni in Pokémon Generazioni
- Sabretooth in Wolverine e gli X-Men
- Keith Red in Project Arms
- Mohammad Alai in BAKI e Baki Hanma, e Barack Ozma in Baki Hanma
- Leroy Smith in Tekken: Bloodline
- Kenzo in Stone Ocean
- Messina in Battle Tendency[4]
- Dondochakka Birstanne in Bleach
- Genio della lampada e personaggi vari in Drawn Together
- SpongeBob SquarePants in SpongeBob (1° doppiaggio Memorie dal freezer)

### Videogiochi
- Edward Carnby in Alone in the Dark: The New Nightmare (2001)[5]
- Barton e Schrader Il professor Layton e il futuro perduto (2008)[6]
- Darim Ibn-La'Ahad e Vali cel Tradat in Assassin's Creed: Revelations (2011)[7]
- Marius in Diablo III (2012)[8]
- George Washington in Assassin's Creed III (2012)[9] e Assassin's Creed: Rogue (2014)[10]
- Birdie in Hitman: Absolution (2012)[11]
- Jude Sharp, Schemere Guile, Professor Cryptix, Liu Bei, Shogun Takugawa e Chester Horse Sr. in Inazuma Eleven GO Chrono Stones (2012)[12]
- Zavok in Sonic Lost World (2013)
- Alchimista folle e Coboldo Geomante in Hearthstone (2014)[13]
- Kael'Thas e Uther in Heroes of the Storm (2015)[14]
- Benjamin Disraeli in Assassin's Creed: Syndicate (2015)[15]
- Orson Krennic in Star Wars: Battlefront (2015)
- Voce narrante in Overwatch (2016)[16]
- Nathaniel Brown in Deus Ex: Mankind Divided (2016)[17]
- Il Narratore in Civilization VI (2016)[18]
- Zip Kupka in Far Cry 5 (2018)[19]
- Jeffrey Fowler in Detroit: Become Human (2018)[20]
- Crygor in WarioWare Gold (2018),[21] WarioWare: Get It Together! (2021),[22] WarioWare: Move It! (2023)[23]
- Fronk in WarioWare Gold (2018)[21]
- Specialista Rizzo in Anthem (2019)[24]
- Presidente Ellis in Tom Clancy's The Division 2 (2019)[25]
- Norris in Call of Duty: Modern Warfare (2019)[26]
- Cygnus in Orcs Must Die! 3 (2020)[27]
- Re Rhodri il Grande in Assassin's Creed: Valhalla (2020)[28]
- Alexander Haig in Call of Duty: Black Ops Cold War (2020)[29]
- Generale Pryde, T4-X1 e Boolio in LEGO Star Wars: La saga degli Skywalker (2022)[30]
- Uther e Shimara padre in Overwatch 2 (2022)[31]
- Governatore Muhammad in Assassin's Creed Mirage (2023)[32]
- Dr. Happersen e sgherro di Due Facce in Suicide Squad: Kill the Justice League (2024)[33]
- Yabran in Monster Hunter Wilds (2025)[34]
- Oda Nobukatsu e Sen No Rikyu in Assassin's Creed Shadows (2025)[35]

### Serie televisive
- Kevin Whately in Ispettore Morse, Lewis
- Joe Lando in La signora del West
- Wayne Brady in How I Met Your Mother
- Patrick Troughton in Doctor Who
- Jay Santiago in The Purge
- Martin Kove in Cobra Kai
- Matthew Lillard in Good Girls
- Pablo Novak in Cata e i misteri della sfera
- Miguel Habud in I due volti dell'amore
- Tsuyoshi Abe in Alice in Borderland
- Ted Danson in Becker
- Peter MacNicol in Ally McBeal

### Film TV
- Doug Murray in Holiday Heist - Mamma, ho visto un fantasma